# Max Hastings
Sir Max Hastings (né le 28 décembre 1945) est un journaliste et historien britannique.

## Biographie
Max Hastings est le fils de Macdonald Hastings, correspondant de guerre, et Anne Scott-James (en), éditrice au Harper's Bazaar. Diplômé de l'University College d'Oxford, il est durant de longues années reporter et correspondant international pour la BBC et l'Evening Standard.  En 1982, durant la guerre des Malouines, il est le premier journaliste à entrer dans Port Stanley libéré par les troupes britanniques. Membre de la rédaction du Daily Telegraph de 1986 à 1996, il travaille ensuite à nouveau à l'Evening Standard de 1996 à 2002.
Max Hastings est l'auteur de nombreux ouvrages consacrés à l'histoire militaire, et tout particulièrement à la Seconde Guerre mondiale.

## Ouvrages
- America, 1968: The Fire This Time, Gollancz, 1969
- Ulster 1969: The Fight for Civil Rights in Northern Ireland, Gollancz, 1970
- Montrose: The King's Champion, Gollancz, 1977
- Bomber Command, Michael Joseph, 1979
- Battle of Britain (avec Len Deighton), Jonathan Cape, 1980
- Yoni — Hero of Entebbe: Life of Yonathan Netanyahu, Weidenfeld & Nicolson, 1980
- Das Reich: Resistance and the March of the Second SS Panzer Division Through France, June 1944, Michael Joseph, 1981
- Das Reich: March of the Second SS Panzer Division Through France, Henry Holt & Co, 1982
- The Battle for the Falklands (avec Simon Jenkins), W W Norton, 1983
- Overlord: D-Day and the Battle for Normandy, Simon & Schuster, 1984
- The Oxford Book of Military Anecdotes (dir.), Oxford University Press, 1985
- Victory in Europe, Weidenfeld & Nicolson, 1985
- The Korean War, Michael Joseph, 1987
- Outside Days, Michael Joseph, 1989
- Victory in Europe: D-Day to V-E Day, Little Brown & C, 1992
- Scattered Shots, Macmillan, 1999
- Going to the Wars, Macmillan, 2000
- Editor: A Memoir, Macmillan, 2002
- Armageddon: The Battle for Germany 1944–45, Macmillan, 2004
- Warriors: Exceptional Tales from the Battlefield, HarperPress, 2005
- Country Fair, HarperCollins, October 2005
- Nemesis: The Battle for Japan, 1944–45, HarperPres, 2007
- Finest Years: Churchill as Warlord, 1940–45, HarperPress, 2009
- Did You Really Shoot the Television?: A Family Fable, HarperPress, 2010
- All Hell Let Loose: The World At War, 1939–1945, HarperPress, 2011
- Catastrophe 1914: Europe Goes to War, Knopf Press, 2013
- The Secret War: Spies, Codes And Guerrillas, 1939-45 (William Collins, 2015)
- Vietnam: An Epic Tragedy 1945-1975 (William Collins, 2018)
- Chastise: The Dambusters Story 1943 (William Collins, 2019)
- Operation Pedestal: The Fleet that Battled to Malta 1942 (William Collins, 2021)
- Men at War: Tales of Their Triumphs and Tragedies Across the Ages (William Collins, 2021)